# 自強保齡球館

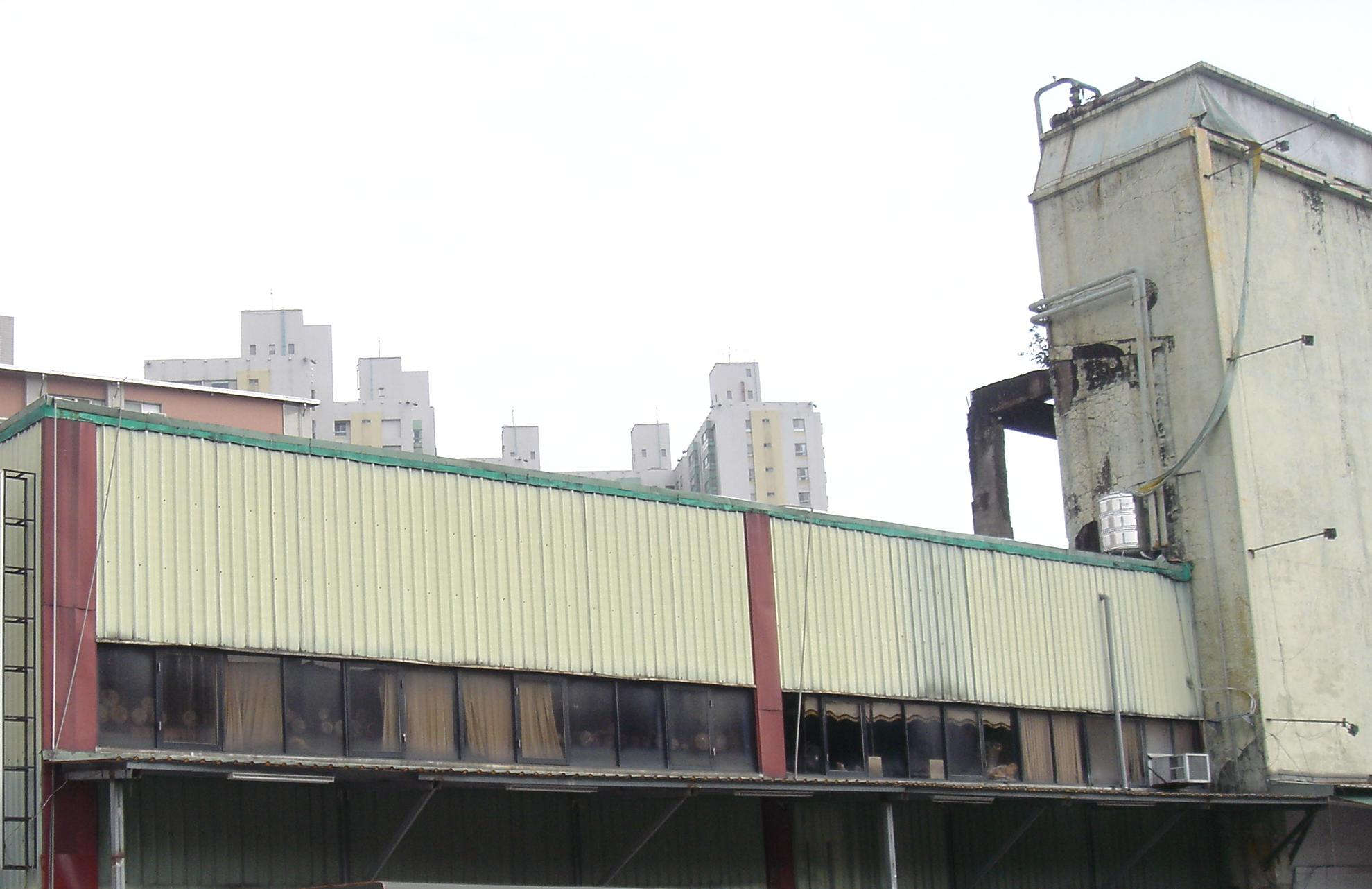
自強保齡球館遺跡

自強保齡球館位在臺灣臺北縣中和市（今新北市中和區）中山路二段64巷30號，在3個多月的經營期間，曾經是當地頗受歡迎的保齡球館，但在發生震驚臺灣社會的「自強保齡球館大火」後，結束營業，保齡球場所在的三樓先行拆除。2013年建築商全陽建設將該處開發為總銷金額15億的建案仁愛好漾，原建築全部拆除。

## 主場館營業項目
自強保齡球館的主場館是一棟三層樓的鋼架鐵皮建築，面向籃球場（今改建為福美公園），由「永暉育樂有限公司」所創立。一樓經營生鮮超市，名為「旺德福」或「旺德生鮮超市」，除了生鮮產品，亦販售纖亮絲襪等百貨商品，並不定期寄發廣告宣傳至鄰近住戶。二樓至發生火災前仍在施工改建保齡球道。三樓為保齡球場，重視裝潢，並附設撞球室，保齡球館雖僅三層樓高，但是以電梯載客。經營地點雖然是住宅區，且1992年1月29日所核發的營業登記證項目為「保齡球器材買賣」，但業者將辦公室改為保齡球館用途，明顯違反商業登記法及營業稅法。

## 自強保齡球館大火
1992年5月11日凌晨自強保齡球館發生大火，財物損失新台幣一仟萬元，20人不幸罹難，是近廿年來臺北縣傷亡最嚴重的火災。火源是2樓的西南角，但未知起火原因。
起火時間為11日凌晨，2時56分臺北縣警察局消防隊接獲報案，出動消防救災車輛40輛、救護車1輛、警消128名、義消107人。但因窄巷停滿機車，消防車無法正常進出，及至消防車抵達，2、3樓已是一片火海。由於豪華的室內裝潢多是易燃性材料，加上樓梯的煙囪效應使火勢一發不可收拾，整幢建築物又被鐵板封住，室內樓梯及昇降機集中設於一處，沒有遵循二方向避難原則，主出入口通道又遭火煙阻斷，昇降機亦停電無法使用。只有球館員工和施工人員知道機房後方有安全門能逃出，而受困災民於驚慌情況下，無法逃生。
火勢在7時30分受到控制，8時30分完全撲滅。當日在3樓保齡球館走道找到19具燒焦屍體，5月14日清理火場覆蓋之鐵皮時，又在3樓的中間走道發現1具燒焦屍體，共20人罹難。
這場火災事故，引發了政治風波，臺北縣縣長尤清受到來自各方的指摘，政府遂對所有保齡球館展開大規模清查，大動作拆除非法保齡球館，對當時剛起步的臺灣保齡球運動造成影響。而國會也針對這類「鐵皮屋式火災」，對行政院提出質詢，要求政府相關單位加強消防設備與一般建築消防器。

## 災後之經營與重建
災後檢方收押自強保齡球館負責人，不久旺德福結束營業，由另一超級市場進駐一樓。超市營業期間，仍發生過火災事件，對在地人而言多有負面的深刻印象，結束營業後，北側一、二樓曾做為辦公室，南側一樓則由廟宇「南極天宮」進駐。立委薛凌經營的全陽建設公司在2013年拆除原建築，於原址興建住宅大樓社區「仁愛好樣」。

## 外部連結
- 案由:警務處簽為臺北縣中和市自強保齡球館火災案搶救經過及處理情形報請鑒核案